# Eucera nigrita
Eucera nigrita är en biart som beskrevs av Heinrich Friese 1895. Eucera nigrita ingår i släktet långhornsbin, och familjen långtungebin. Inga underarter finns listade i Catalogue of Life.